# Crambe fruticosa subsp. fruticosa
Crambe fruticosa subsp. fruticosa é uma subespécie de planta com flor pertencente à família Brassicaceae. 
A subespécie foi publicada em Botanical Journal of the Linnean Society 295. 2008.

## Portugal
Trata-se de uma subespécie presente no território português, nomeadamente no Arquipélago da Madeira.
Em termos de naturalidade é endémica da região atrás referida.

## Protecção
Não se encontra protegida por legislação portuguesa ou da Comunidade Europeia.